# Neopucroliella sanctiludovici
Neopucroliella sanctiludovici is een hooiwagen uit de familie Gonyleptidae.